# Anthony Albanese
Anthony Norman Albanese (født 2. marts 1963) er en australsk politiker, der har været premierminister i Australien siden 23. maj 2022. Han har været leder af Australian Labor Party (ALP) siden 2019 og medlem af parlamentet (MP) siden 1996. Albanese var vicepremierminister i Australien under den anden Rudd-regering i 2013 og minister i Rudd- og Gillard-regeringerne fra 2007 til 2013.
Albanese blev født i Sydney af en irsk-australsk mor og en italiensk far. Han gik på St Mary's Cathedral College, før han gik videre til University of Sydney for at studere økonomi. Han meldte sig ind i Labor som studerende, og før han kom ind i parlamentet arbejdede han som partiembedsmand. Albanese blev valgt ind i Repræsentanternes Hus ved valget i 1996, hvor han blev valgt i Grayndler i New South Wales.
Efter Labors sejr i valget i 2007 blev Albanese udnævnt til “Leader of the House” og udnævnt til minister for regional udvikling og lokalforvaltning og minister for infrastruktur og transport. Under den efterfølgende magtkamp mellem Kevin Rudd og Julia Gillard fra 2010 til 2013 var Albanese offentligt kritisk over for begges adfærd og opfordrede til enhed. Efter at han støttede Rudd i den endelige afstemning om formandskabet mellem de to i juni 2013, blev Albanese valgt til næstformand for Labor og blev taget indsat som vicepremierminister dagen efter.
Efter Labors nederlag ved valget i 2013 stillede Albanese op mod Bill Shorten i det efterfølgende valg om formandsposten i Labor. Albanese tabte valget til Shorten. Efter Labors tredje nederlag i træk ved valget i 2019, trak Shorten sig, og Albanese blev udpeget som ny leder af partiet uden modkandidat. 
Ved valget i 2022 førte Albanese Labor til sejr mod den siddende premierminister Scott Morrison, og blev den kun fjerde Labor-leder, der blev valgt til premierminister fra oppositionen siden Anden Verdenskrig. Han blev indsat som premierminister 23. maj 2022.